# Johannes Grenzfurthner

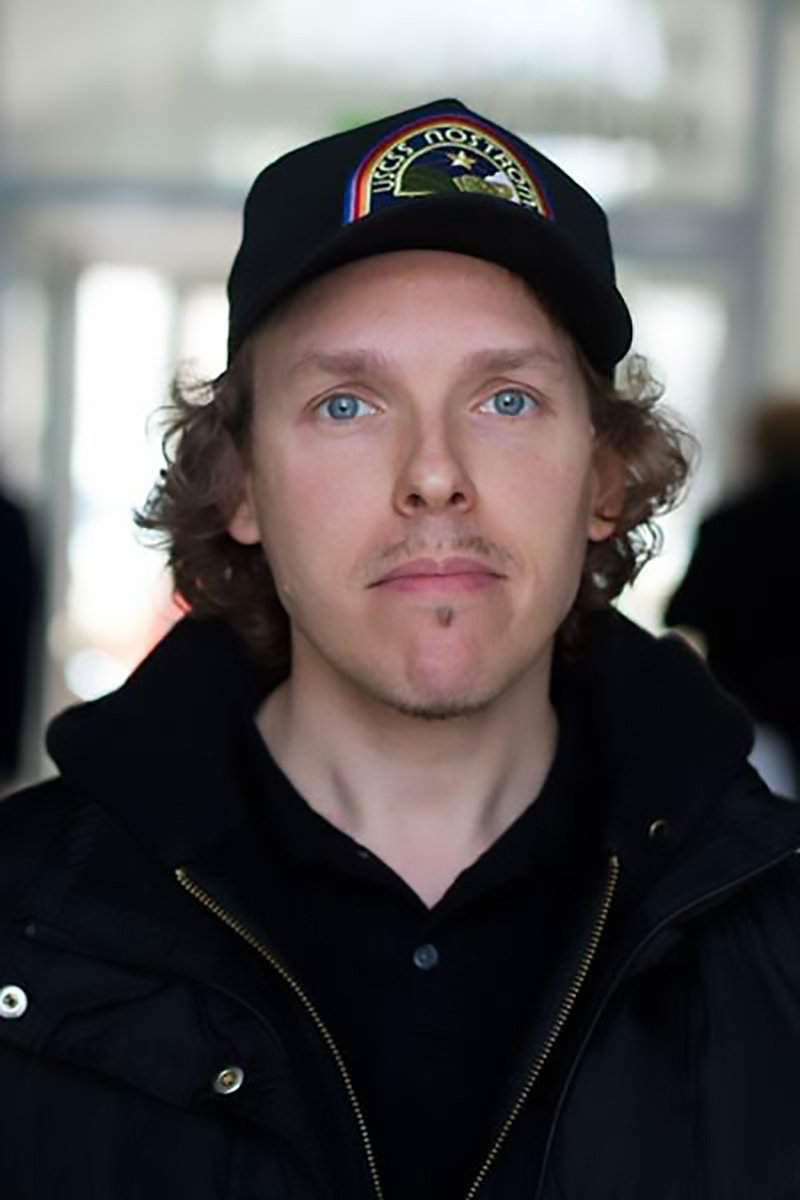
Johannes Grenzfurthner im Museumsquartier in Wien, 2011

Johannes Grenzfurthner (* 13. Juni 1975 in Wien) ist ein österreichischer Künstler, Filmemacher, Autor, Kurator, Performer und Schauspieler sowie Lektor. Grenzfurthner ist der Gründer und künstlerische Leiter von monochrom, einer internationalen Kunst- und Theoriegruppe und Filmproduktionsfirma mit Sitz im Q21 des Wiener Museumsquartiers. Viele seiner künstlerischen Arbeiten sind als monochrom gelabelt.
Grenzfurthner betreibt Forschung im Bereich subversiver Underground-Kulturen und ist ein Experte im Bereich des Zusammenspiels von Sexualität und Technologie. Er ist in diesem Zusammenhang einer der Mitbegründer der technohedonistischen Bewegung. Er prägte den Begriff des „Context Hacking“.
Das Boing-Boing-Magazin beschreibt Grenzfurthner als Leitnerd, eine Wortkombination des deutschen Wortes Leitkultur und des englischen Wortes Nerd, um seine Stellung in der Nerd/Hacker/Kunstszene zu charakterisieren.

## Wirken

### Gruppe monochrom
In den frühen 1990er Jahren war Grenzfurthner Mitglied von verschiedenen Diskussionsforen. Grenzfurthner nutzte seine Onlinekontakte, um monochrom ins Leben zu rufen, anfangs primär als ein Zine (also ein alternatives Magazin), das sich mit den Themen Kunst, Technologie und Gegenkultur beschäftigte.
Seine Motivation war einerseits die Verbreitung konservativer Kräfte (siehe: Californian Ideology) in der Cyberkultur zu verhindern, andererseits wollte er seine politischen Aktivitäten in der österreichischen Punk- und Antifa-Bewegung mit dem Diskurs über neue Technologien und Kulturtechnologien verbinden. Die monochrom-Publikationen enthielten Interviews mit und Beiträge von namhaften Persönlichkeiten, u. a. Bruce Sterling, HR Giger, Eric Drexler, Terry Pratchett, Kathy Acker, Blixa Bargeld und Bob Black in einem experimentell gehaltenen Layoutstil.
1995 entschied sich Grenzfurthner mit monochrom neue künstlerische Felder zu erschließen und begann mit unterschiedlichen Medien und Ausdrucksformen zu experimentieren, z. B. Computerspiele, Puppentheater, Filme, künstlerische Interventionen, Konferenzen, aber auch Aktivismus. Grenzfurthner bezeichnet diese aktivistische Praxis als Urban Hacking oder Context Hacking, einen Begriff, den er selbst geprägt hat.
Context Hacking überträgt Ansprüche und Herangehensweisen der Hacker auf jene sozialen und gesellschaftlichen Verhältnisse, in denen sich künstlerische Produktion vollzieht und auf die sie wiederum angewiesen ist. In einem metaphorischen Sinne besitzen auch diese einen Quellcode. In ihnen laufen Programme ab, denen wir auf einer Benutzer_innenoberfläche gegenüberstehen. Wo wir wissen, wie und durch was ein Raum, eine Nische, eine Szene, eine Subkultur, eine mediale oder politische Praxis funktioniert, können wir sie verändern und »umcodieren«, ihre Machtverhältnisse dekonstruieren und uns von ihren Zwängen und Zurichtungsweisen emanzipieren.
Das Kollektiv ist bekannt dafür in verschiedenen Medien-, Kunst- und Unterhaltungsformaten zu arbeiten. Grenzfurthner beschreibt die Praxis wie folgt: "[Wir] suchen nach der Waffe für die bestmögliche Verbreitung eine Idee, einer sogenannten Massenverbreitungswaffe."

### Konferenzen und Festivals

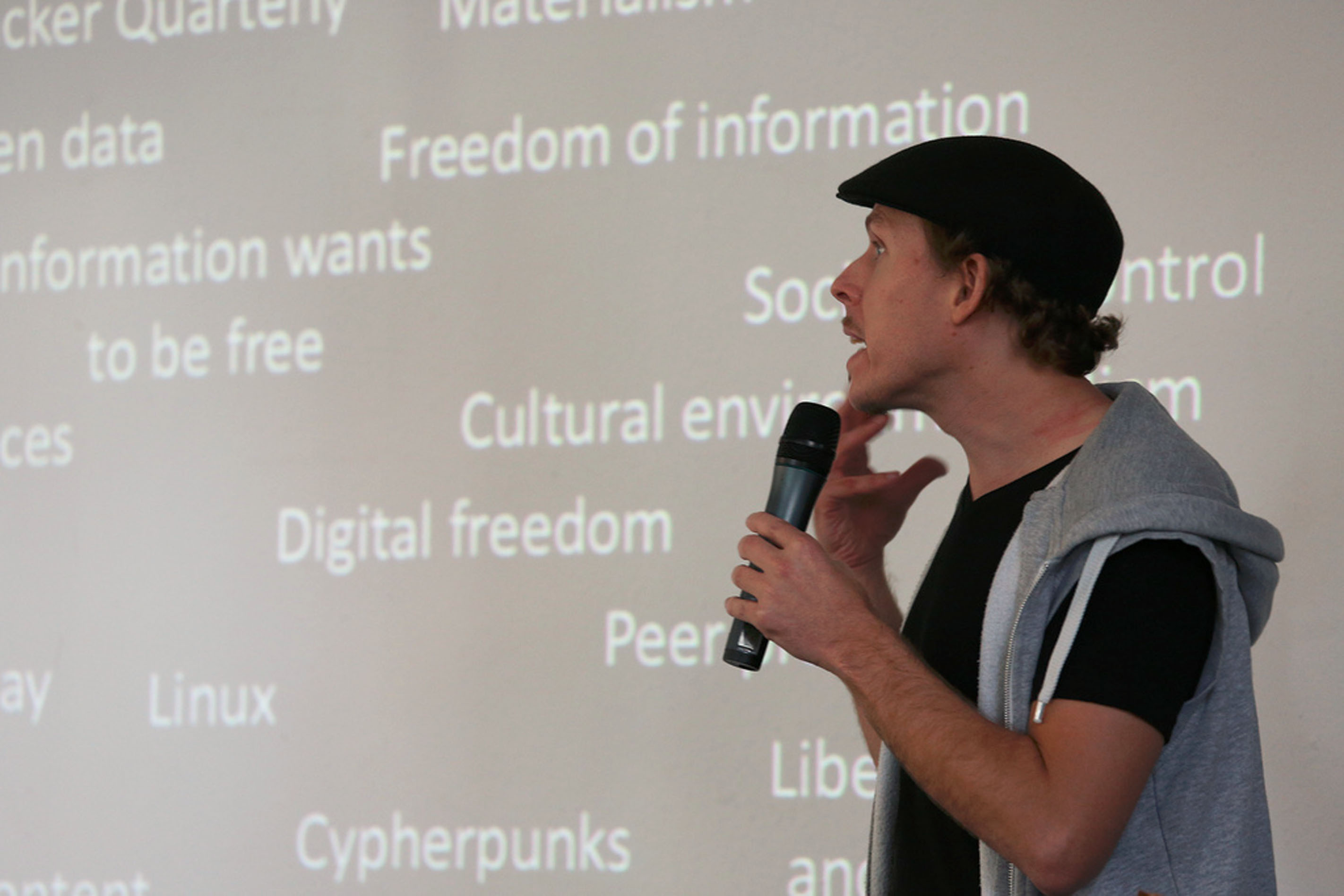
Grenzfurthner als Keynote-Speaker auf dem Paraflows-Symposium, 2012

Grenzfurthner ist Leiter und Kurator des Arse Elektronika-Festivals in San Francisco, einer jährlich stattfindenden akademischen und künstlerischen Konferenzreihe, die sich mit Sexualität und Technologie beschäftigt. Die erste Arse Elektronika wurde 2007 von Johannes Grenzfurthner konzipiert und widmete sich der Frage nach den Auswirkungen von Sexualität auf technologische Innovation und deren Adaption.
Grenzfurthner veranstaltet außerdem die Roboexotica, einem internationalen Festival für Cocktail-Robotik, das erstmals 1999 in Wien stattfand. Das Festival lädt Forscher, Künstler und Bastler ein, Maschinen zu bauen, die in der Lage sind, Cocktails zu mixen oder zu servieren. V. Vale sagt über die Roboexotica, dass sie ein „ironischer Versuch (ist) den Techno-Triumphalismus zu kritisieren und technologische Hypes zu sezieren.“
Grenzfurthner ist Leiter der Hedonistika, einem Festival für künstlerische Lebensmitteltechnologien, das erstmals 2014 in Montreal im Rahmen der Biennale internationale d'art numèrique veranstaltet wurde. Die darauffolgenden Festivals fanden in Holon (nahe Tel Aviv; im Rahmen des Festivals Print Screen 2016) und in Linz (im Rahmen der Ars Electronica 2022) statt.

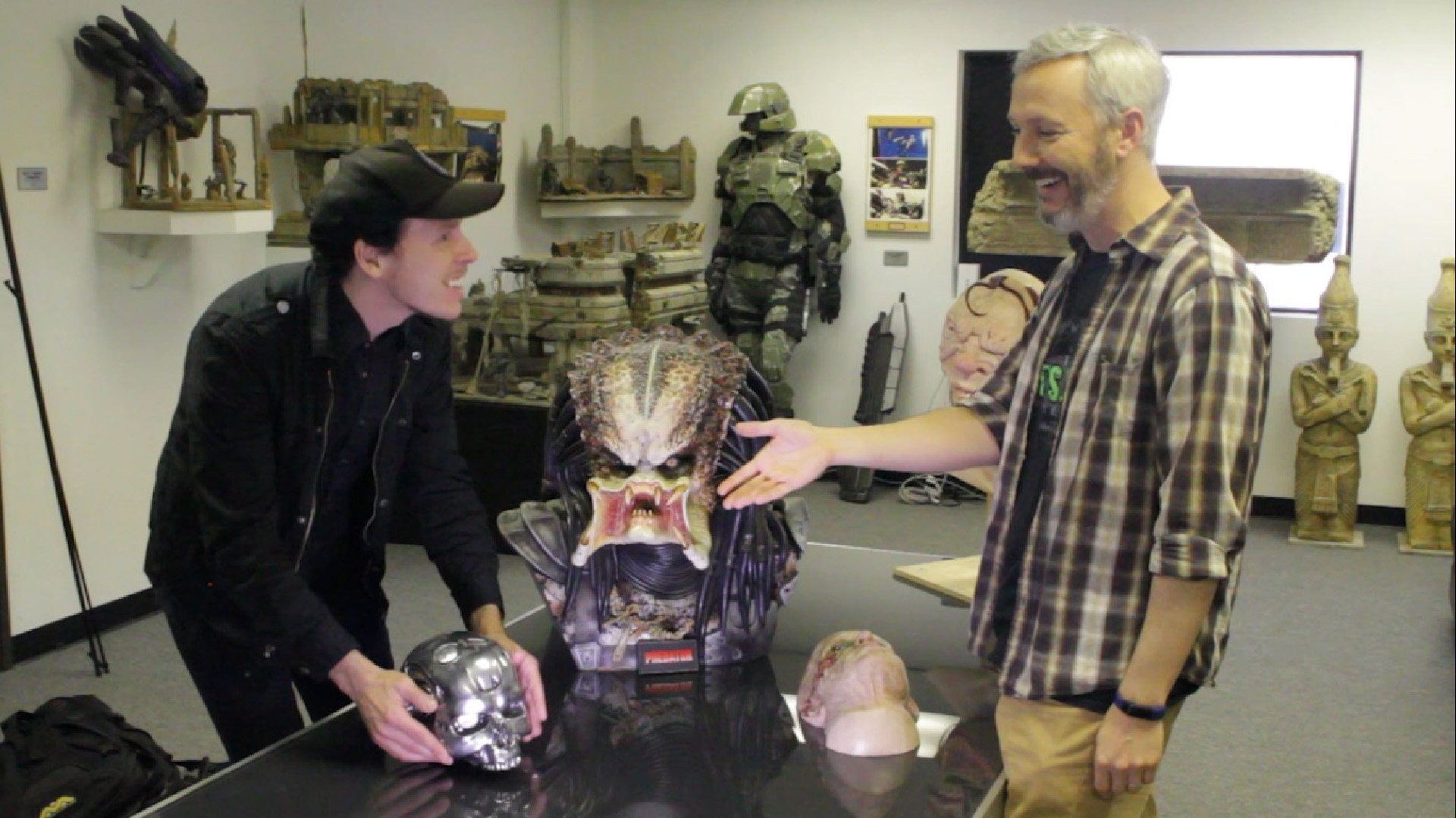
Grenzfurthner und Matt Winston sprechen über Stan Winston und Spezialeffekte ("Traceroute", 2016)

### Theater, Performance-Kunst
Grenzfurthner schreibt Theaterstücke und führt auch Regie. Er produziert Performances (z. B. die Aktion Eignblunzn) und Interventionskunst.

### Film
Grenzfurthner ist Drehbuchautor, Regisseur und Geschäftsführer der Filmproduktionsfirma monochrom Propulsion Systems. Er ist Mitglied beim österreichischen Regieverband, beim Verband österreichischer Dokumentarfilmer und ordentliches Mitglied der Akademie des österreichischen Films.
Sein TV-Regiedebüt war die postapokalyptische Science-Fiction-Komödie Die Gstettensaga: The Rise of Echsenfriedl, die 2014 für ORF III produziert, aber auch im Kino und online veröffentlicht wurde. Danach folgte Traceroute, Grenzfurthners erste Langfilm-Dokumentation, im Jahre 2016, gefolgt vom essayistischen Polit-Dokumentarfilm Glossary of Broken Dreams (2018). Das Horror-Drama Masking Threshold wurde 2021 auf dem Fantastic Fest in Austin, Texas erstmals gezeigt und wurde von der Los Angeles Times als einer der besten 10 Horrorfilme der Saison 2022 genannt.
Grenzfurthner Horror-Spielfilm Razzennest hatte auf dem Fantastic Fest 2022 Premiere.
Seine Doku Hacking at Leaves wurde im Frühjahr 2024 veröffentlicht. Die Horror-Groteske Solvent folgte im Herbst 2024.

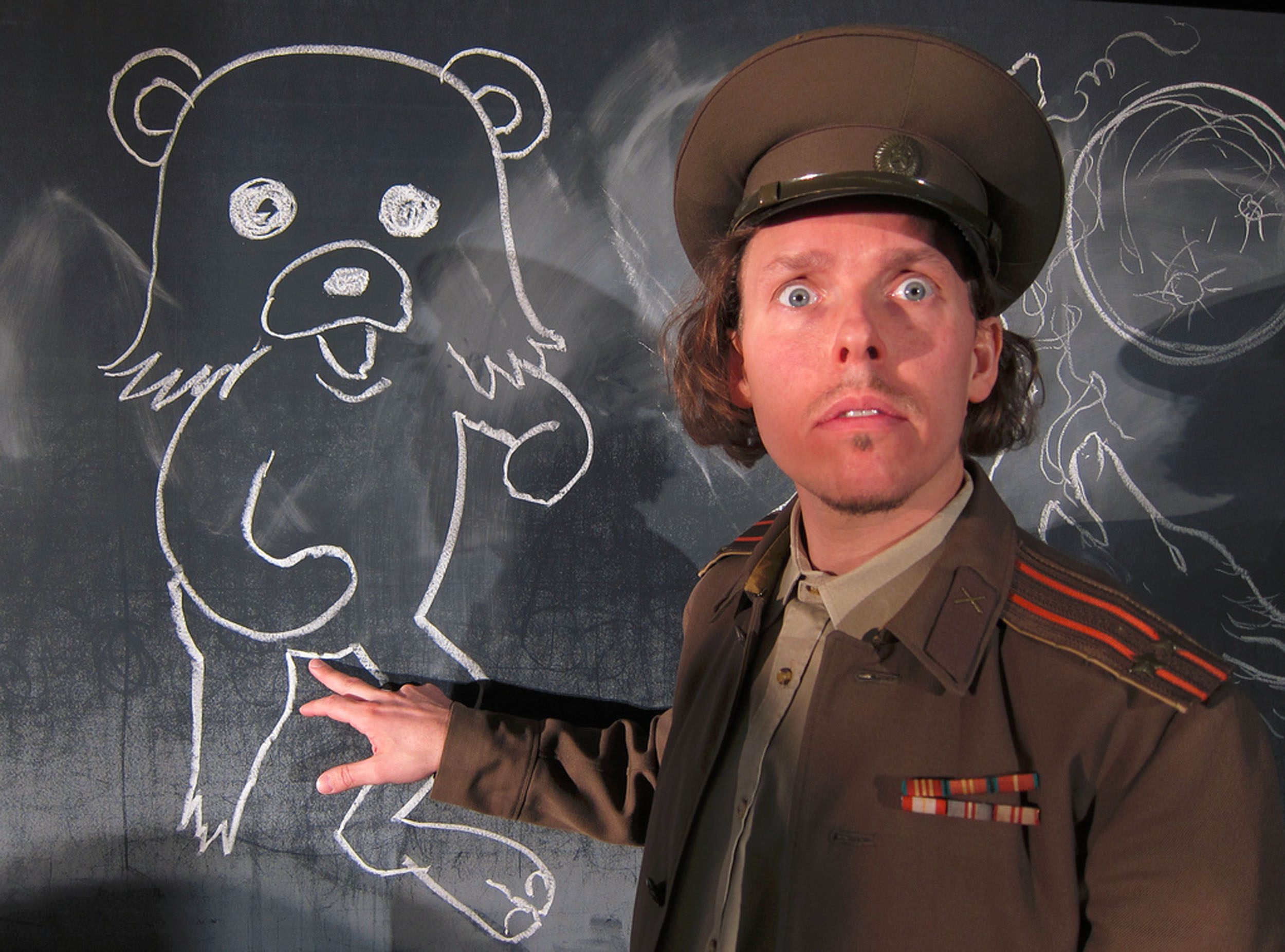
Grenzfurthner und Pedobear auf der ROFLcon 2010

### Autor, Herausgeber, Akademische Arbeit, Vorträge
Grenzfurthner hält Vorträge an Kunstinstitutionen, ist Gast bei Symposien und bei politischen Veranstaltungen, lehrt an Universitäten und betreut Studenten.
Er hat mehrere Bücher, Essays und Artikel über zeitgenössische Kunst, Kommunikationsprozesse und Philosophie verfasst, z. B. Comparative Approaches Towards Complexity, Do androids sleep with electric sheep?, Of Intercourse and Intracourse: Sexuality, Biomodification and the Techno-Social Sphere und Pr0nnovation?: Pornography and Technological Innovation.
Darüber hinaus veröffentlichte Grenzfurthner 2009 das viel diskutierte Pamphlet Hacking the Spaces, das die exklusionistischen Tendenzen in der Hackerspace-Bewegung behandelte. Grenzfurthner erweiterte seine Kritik durch Vorträgen im Rahmen der Hackers-on-Planet-Earth-Konferenz in New York City in den Jahren 2012 und 2014.
Von 2020 bis 2021 war er Chefredakteur des Print- und Online-Magazins The Free Lunch.
Seit April 2023 ist er Kolumnist beim Profil.

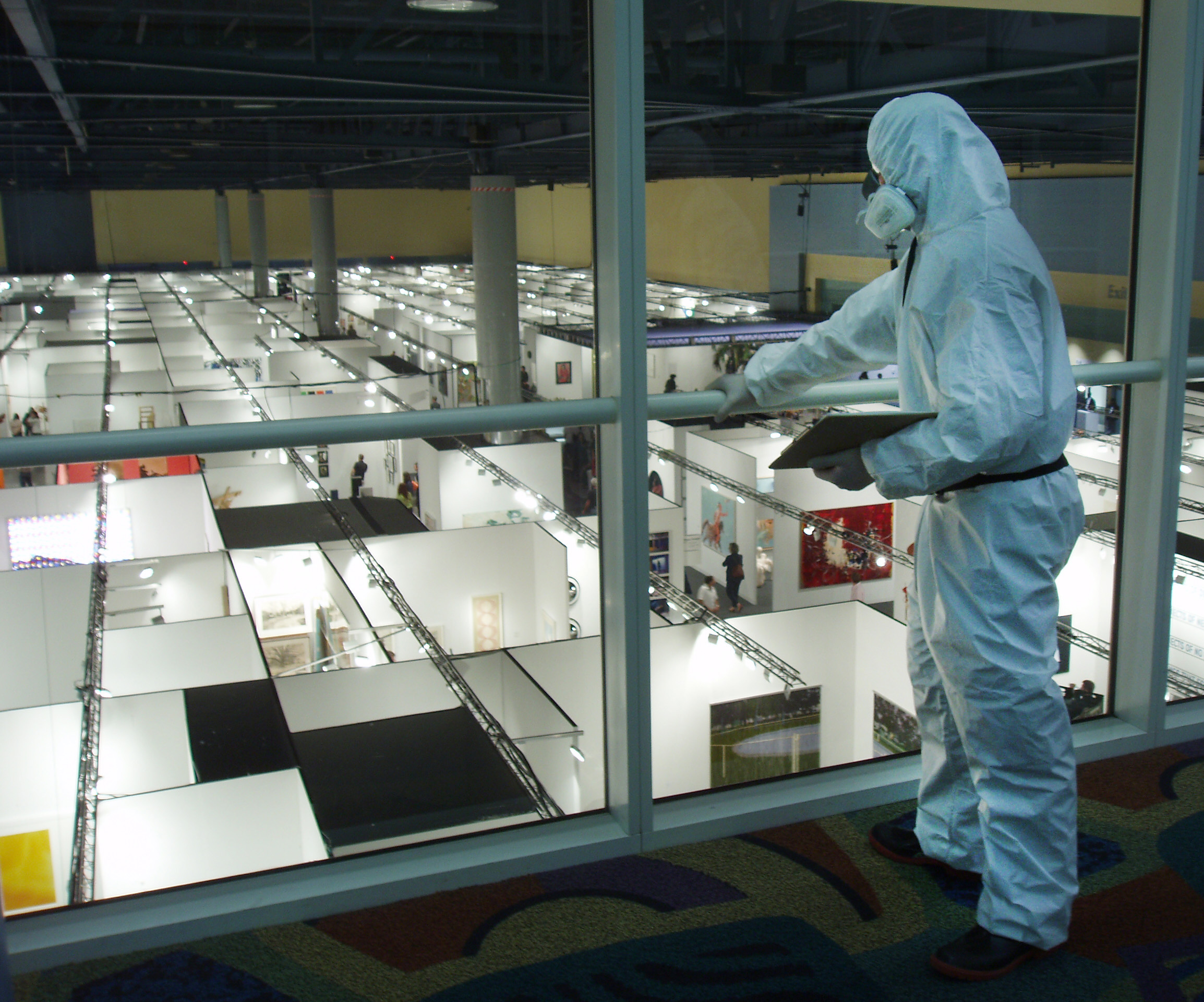
Grenzfurthner spielt einen CDC-Agenten im Rahmen eines fingierten Virusausbruchs auf der Art Basel Miami Beach 2005

### Unterhaltung, Schauspielerei, Moderation
Grenzfurthner ist als Entertainer und Comedian tätig und trat auf verschiedenen Bühnen auf, z. B. im Wiener Rabenhof Theater. Teile seines Comedy-Programms Schicksalsjahre eines Nerds formten die Basis für seinen ersten Dokumentarfilm Traceroute (2016).
Grenzfurthner ist auch als Präsentator und Moderator auf verschiedenen Events tätig, auch bei kritischen Veranstaltungen wie Goldenes Brett vorm Kopf oder der B3 Biennale des bewegten Bildes. Seit März 2021 moderiert er den Videocast B3 In Depth für die B3.
Grenzfurthner spielte Haupt- und Nebenrollen in mehreren Theaterstücken. Darüber hinaus ist Grenzfurthner auch in den Spielfilmen Zero Crash von Andi Haller und Clickbait und Umbilicus desidero von Michael J. Epstein und Sophia Cacciola zu sehen. In seinem 2024 erscheinenden Film Solvent spielt er eine der tragenden Rollen.
Grenzfurthner spielte Regisseur Fritz Lang in Karina Longworths Vanity Fair-Podcast Love Is a Crime (zusammen mit Zooey Deschanel und Jon Hamm).

### Communityarbeit
Grenzfurthner war Teil des Kernteams von netznetz, eines experimentellen Fördersystems für Netzkulturen, das in Zusammenarbeit mit der Stadt Wien umgesetzt wurde.
Grenzfurthner rief die Hackbus Community ins Leben.
Zusammen mit Florian Hufsky, Leo Findeisen und Juxi Leitner organisierte Grenzfurthner die erste internationale Konferenz der Piratenpartei.

### Kommerzielle Arbeit
Grenzfurthner gestaltete eine Robotinstallation für die Sexspielzeugfirma Bad Dragon. Er kreierte weiters eine künstlerische Online-Werbekampagne für die US-Marke Cheetos der Firma Frito-Lay.

## Privatleben

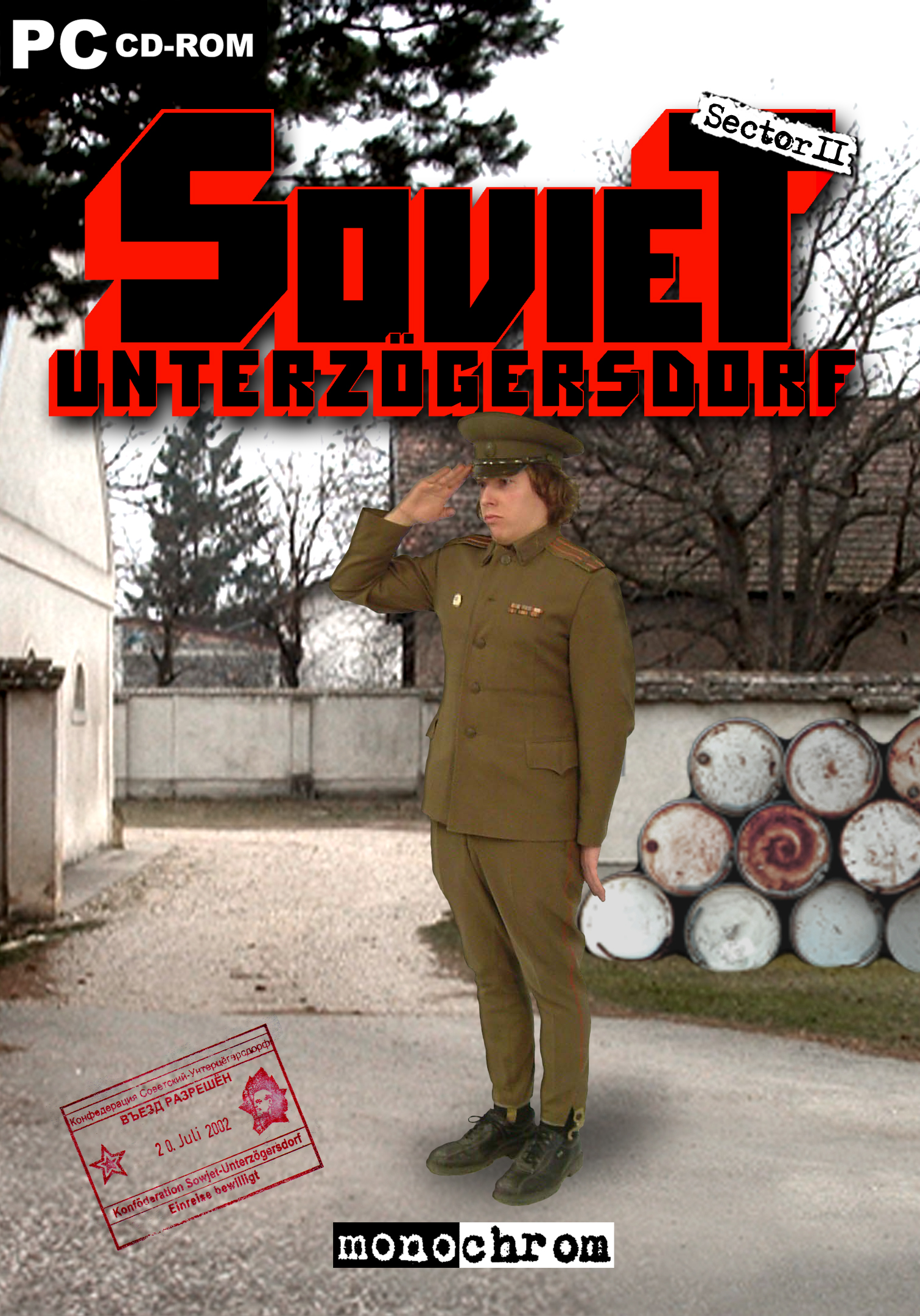
Grenzfurthner auf dem Umschlag des Computerspiels Soviet-Unterzögersdorf: Sektor 2 (2009)

Grenzfurthner lebt und arbeitet in Wien. Er spricht darüber offen in einer Homestory für den Standard. Er wuchs in Stockerau, Niederösterreich auf, was er auch in seinem Comedy-Programm Schicksalsjahre eines Nerds und in seinem semi-autobiografischen Dokumentarfilm Traceroute thematisiert.
Wenn ich nicht in Stockerau in der niederösterreichischen Pampa aufgewachsen wäre, dann wäre ich nicht, was ich jetzt bin. Die Keimzelle des Nerdtums ist die Differenz. Das Verlangen nach Verständnis, nach der Möglichkeit, Erfahrungen zu teilen, nicht alleine gelassen zu werden mit den bizarren Interessen, aber gleichzeitig auch eine fast perverse Freude, sich in diesem Defizit zu suhlen. Nerds lieben den Mangel: den der anderen, aber auch den eigenen. Nerds sind begierige Forscher, die sich gerne aneinander messen und dann auch aggressiv wetteifern, dennoch hat Nerd-Sein auch etwas Okkultes und Geheimes. Wie diese Macht dann ausgedrückt oder fokussiert wird, ist sehr wichtig.
Grenzfurthner behandelt oft persönliche Eindrücke und Erlebnisse in seiner Kunst. In einem Gespräch mit dem Magazin Zebrabutter beschreibt er beispielsweise den Wunsch an seiner Klaustrophobie zu arbeiten, indem er eine Performance-Serie ins Leben rief, in der sich Freiwillige lebendig begraben lassen können.
Als Kind verbrachte Grenzfurthner viel Zeit in Unterzögersdorf, einer Katastralgemeinde von Stockerau, auf dem Bauernhof seiner Großeltern. Die Geschichten seiner Großeltern über die Zeit des Nationalsozialismus, den daraus resultierenden Zweiten Weltkrieg und die anschließende sowjetische Besatzung initiierte monochroms Langzeitprojekt Sowjet-Unterzögersdorf, eine fiktive sowjetische Enklave im Weinviertel.

## Kontroversen
Jean Peters berichtet in seinem Buch "Wenn die Hoffnung stirbt, geht's trotzdem weiter" (2021):
Der österreichische Künstler Johannes Grenzfurthner, der selbst auch zu Kontext-Hacking publiziert hat, mischte sich im Frühjahr 2005 vermummt unter eine Nazidemo in Bayern. Als Kameras vorbeikamen, machte er den verbotenen Hitlergruß. Als er damit anfing, war der Damm schnell gebrochen, um ihn herum stimmten alle mit ein. Damit hatte er mit ihnen zusammen Medienbilder geschaffen, die sie zeigten, wie sie wirklich sind. Skurril wurde es, als dann ein paar von ihnen dazukamen und sagten: »Stopp, stopp!«, was aus dem Mund eines Nazis wie eine performative Besonderheit klang, »das dürfen wir hier nicht.« Ob Überaffirmation oder Mimikry, jedes Mal geht es darum, die Seiten sichtbar zu machen, die lieber hinter einer Fassade der Selbstgerechtigkeit versteckt bleiben sollen.
Grenzfurthner war einer von 200 Aktivisten, Politikern und Künstlern aus Deutschland, Österreich und der Schweiz (einer von nur zehn Österreichern), deren Namen und Adressen im Dezember 2018 und Jänner 2019 auf einer ultra-rechten Doxing-Liste auf mehreren Online-Plattformen veröffentlicht wurden. Die Liste wurde mit dem Hashtag #wirkriegeneuchallee (sic!) verbreitet. Grenzfurthner sprach offen über diesen Umstand in Vorträgen und in sozialen Medien.
Ein fotomontiertes Meme, das Grenzfurthner im Juli 2021 auf seinem Twitter-Account gepostet hatte, löste Debatten in den Medien aus.

## Preise (Auswahl)
- Gewinner (als Regisseur von "Udo77") des Nestroy-Theaterpreis 2005[100]
- Gewinner des Coca Cola Light Art Edition Awards (2006)[101]
- Gewinner (als künstlerischer Leiter von monochrom) des Kunstpreises des österreichischen FWF Wissenschaftsfonds (2013)[102]
- Gewinner des Videomedeja Awards, Special Mention (Novi Sad, Serbien) in der Kategorie Net/Software für Sowjet-Unterzögersdorf/Sektor 1/Das Adventure Game, 2006
- Gewinner des aniMOTION Award, Honorary Mention (Sibiu, Rumänien) in der Kategorie Interactive Tales für Sowjet-Unterzögersdorf/Sektor 1/Das Adventure Game, 2007
- Gewinner beim MEDIA FORUM/Moscow International Film Festival, Jury Special Mention (Moskau, Russland) für Voids Foaming Ebb, 2008
- Gewinner Best Narrative Feature, Maker Film Festival 2014, für Die Gstettensaga: The Rise of Echsenfriedl
- Gewinner Award of Merit, The Indie Fest 2014, für Die Gstettensaga: The Rise of Echsenfriedl
- Gewinner Best Documentary Feature Film, Subversive Film Awards 2016, für Traceroute
- Gewinner Austrian Indie Adler, Austrian Filmfestival 2018, für Glossary of Broken Dreams
- Gewinner 'The Film From Hell - Best Of The Fest', Nightmares Film Festival Awards 2021, für Masking Threshold
- Gewinner Best Screenplay (zusammen mit Samantha Lienhard), A Night of Horror International Film Festival 2021, für Masking Threshold

## Filmografie (Auswahl)
- Kiki and Bubu: Rated R Us (2011) – Regie, Drehbuch
- Die Gstettensaga: The Rise of Echsenfriedl (2014) – Regie, Drehbuch, Produzent
- Zero Crash (2016) – Schauspieler
- Valossn (2016) – Co-Produzent
- Shingal, where are you? (2016) – Co-Produzent
- Traceroute (2016) – Regie, Drehbuch, Produzent, Erzähler
- Clickbait (2018) – Schauspieler
- Glossary of Broken Dreams (2018) – Regie, Drehbuch, Produzent, Schauspieler
- Zweite Tür Rechts (2019) – Produzent, Schauspieler
- Avenues (2019) – Produzent
- The Transformations of the Transformations of the Drs. Jenkins (Episodenfilm, 2021) – Regie einer Episode, Schauspieler
- Masking Threshold (2021) – Regie, Drehbuch, Produzent
- Razzennest (2022) – Regie, Drehbuch, Produzent
- Hacking at Leaves (2024) – Regie, Drehbuch, Produzent, Schauspieler, Schauspieler
- Solvent (2024) – Regie, Drehbuch, Produzent, Schauspieler

## Theater (Auswahl)
- Udo 77 (2004):  im Rabenhof Theater – Regie, Buch, Schauspieler
- Warten auf Goto (2006): im Volkstheater – Regie, Buch[103]
- Campaign (2006): im Volkstheater – Regie, Buch, Schauspieler
- monochrom's ISS (2011): in der Garage X und im Ballhaus Ost – Regie, Buch, Schauspieler
- Weltsterz (2015): beim komm.st Festival – Schauspieler[104]
- Wald (2016): beim pararflows Festival – Schauspieler[105]
- Steppenrot (2017): beim komm.st Festival und im Spektakel Wien – Regie, Buch Schauspieler[106]
- Die Hansi-Halleluja-Show (2018): beim komm.st Festival und im Spektakel Wien – Regie, Buch, Schauspieler[107]
- Das scharlachrote Kraftfeld (2019): beim komm.st Festival und im Spektakel Wien – Regie, Buch Schauspieler

## Kuratorische Tätigkeiten (Auswahl)
- Quo Vadis Logo?!. (Ausstellung, Museumsquartier), Wien/Österreich, 2003
- Kauf Nix Tag / Buy Nothing Day, Wien/Österreich, 2003–
- Roböxotica. (Festival, Museumsquartier), Wien/Österreich, mit Günther Friesinger und Magnus Wurzer, 2003–
- Udo 77. Musical über Udo ProkschTheater im Rabenhof, Wien/Österreich, 2004–2005
- Demaelstromisation[108]. Festival "Leben in einem Denkmal", Hall in Tirol/Österreich, 2005
- Experience the Experience!. Los Angeles: Machine Project, Vancouver: Contemporary Art Gallery, San Francisco: Rx Gallery, 2005
- Geburtstag des Kapitalismus[109]. Kunstverein Baden bei Wien/Österreich, mit Günther Friesinger, 2005
- bildet to-do-stapel!. Kunsthalle Exnergasse, Wien/Österreich, Zusammen mit Günther Friesinger, 2005
- Sci Fi Stories. Museumsquartier, Wien/Österreich, 2006
- Mediamatik. (Festival, Museumsquartier), Wien/Österreich, mit Thomas Thurner, 2006–2008
- Arse Elektronika. (Festival) San Francisco/USA, mit Günther Friesinger, 2007–
- Internationales Jahr des Polytheismus. Toronto/Kanada; San Francisco/USA; Los Angeles/USA, 2007
- Re:AW: [Wir] Fwd: Loge etc / OTS-Auss.f.Ubernahme; oel / businessplan // WICHTIG; wer?, Galerie Bleich-Rossi / Vienna / Austria, 2007
- monochrom-klimatrainings-camp / HAU / Berlin / Deutschland, 2009
- Wer Wolf / Viertelfestival / Schönberg / Österreich, 2010
- Die waren früher auch mal besser. monochrom (1993–2013) / MUSA / Wien / Österreich, 2013

## Ausstellungsteilnahmen und Aktionen (Auswahl)
- Netznetz.net, Festival of Net-Art, Künstlerhaus, Wien / Österreich 2004
- Arad-ii Miami Beach Crisis, Art Basel Miami Beach / USA, 2005
- videomedeja, Novi Sad / Serbien, 2006
- HAIP – Multimedia Festival of Open Technologies, Ljubljana / Slowenien, 2006, 2008
- arbeiten, Haus der Architektur Graz – Steirischer Herbst, Graz / Österreich, 2006
- 7. Werkleitz Biennale, Happy Believers, Halle / Deutschland, 2006
- Sinopale, Erste Sinop Biennale, Sinop / Türkei, 2006
- There's Something Rotten In The State Of Argentinia / Transmediale 2006, Berlin / Deutschland, 2006
- WIR SIND WOANDERS #2 – European Art Festival, Hamburg / Deutschland, 2007
- Luksuz Film Festival, Krško / Slowenien, 2007
- file-2007, Sesi Gallery, São Paulo, Brasilien, 2007
- aniMOTION – European Animation Festival, Sibiu / Rumänien, 2007
- Miden – Video Art Festival, Kalamata / Griechenland, 2007
- Technology Myth Creative Summer Camp, 9th International Festival for New Media Culture, Riga / Lettland, 2007
- Simultan – Video and New Media Festival / Timișoara / Rumänien, 2007, 2008
- Unterspiel, Blackwood Gallery, Toronto / Kanada, 2007
- Touch me Festival / Zagreb / Kroatien, 2008
- Haip 08 Festival / Ljubljana / Slowenien, 2008
- The Influencers, Center for Contemporary Culture / Barcelona / Spanien, 2008
- Subversivmesse / Linz 09 / Linz / Österreich, 2009
- Absolutely Free – Der Woodstock Effekt / Landesmuseum Joanneum / Graz / Österreich, 2009
- monochrom-klimatrainings-camp / The Model / Sligo / Irland, 2010
- It¹s a kind of magic! Mystifizierung und Demystifizierung im Kontext der Künstlerpublikation seit 1960 / Studienzentrums für Künstlerpublikationen in der Weserburg / Museum für Moderne Kunst / Bremen / Deutschland, 2010

## Organisation von Symposien (Auswahl)
- Spektakel-Kunst-Gesellschaft. Kunsthalle Exnergasse, Wien; mit Johannes Grenzfurthner und Stephan Grigat, 2005
- Geist in der Maschine. Museumsquartier, Wien; mit Thomas Ballhausen und Günther Friesinger, 2007
- MIND AND MATTER. Comparative Approaches towards Complexity. Museumsquartier, Wien; mit Thomas Ballhausen und Günther Friesinger, 2010

## Publikationen
Herausgeberschaften
- Wer erschoss Immanenz? Zur Dynamik von Aneignung und Intervention im Leben von Georg Paul Thomann, herausgegeben von edition selene. Herausgeber: Thomas Edlinger, Johannes Grenzfurthner, Fritz Ostermayer, 2002
- Leutezeichnungen, Verlag monochrom. Herausgeber: Johannes Grenzfurthner, 2003
- Spektakel – Kunst – Gesellschaft. Guy Debord und die Situationistische Internationale, Herausgeber: Günther Friesinger, Johannes Grenzfurthner und Stephan Grigat, Verbrecher Verlag, Berlin, 2006[110]
- Quo Vadis Logo!?, Herausgeber: Günther Friesinger und Johannes Grenzfurthner, edition mono, Wien, 2006
- pr0nnovation? Pornography and Technological Innovation, Herausgeber: Günther Friesinger, Johannes Grenzfurthner und Daniel Fabry, RE/Search Publications, San Francisco, 2008
- Roboexotica, Herausgeber: Günther Friesinger, Magnus Wurzer, Johannes Grenzfurthner, Franz Ablinger und Chris Veigl, edition mono, Wien, 2008
- Do Androids Sleep with Electric Sheep?", Herausgeber: Günther Friesinger, Johannes Grenzfurthner, Daniel Fabry und Thomas Ballhausen, RE/Search Publications, San Francisco, 2009
- Schutzverletzungen – Legitimation medialer Gewalt, Herausgeber: Günther Friesinger, Thomas Ballhausen und Johannes Grenzfurthner, Verbrecher Verlag, Berlin, 2010
- Urban Hacking: Cultural Jamming Strategies in the Risky Spaces of Modernity, Herausgeber: Günther Friesinger, Johannes Grenzfurthner, Thomas Ballhausen, Transcript, Bielefeld, 2010
- Geist in der Maschine. Medien, Prozesse und Räume der Kybernetik, Herausgeber: Günther Friesinger, Thomas Ballhausen und Johannes Grenzfurthner, Verena Bauer, Turia & Kant, Wien, 2010
- Zeigerpointer. Die wunderbare Welt der Abwesenheit, Herausgeber: Günther Friesinger, Daniel Fabry, Johannes Grenzfurthner, edition mono, Wien, 2011
- Of Intercourse and Intracourse. Sexuality, Biomodification and the Techno-Social Sphere, Herausgeber: Johannes Grenzfurthner, Günther Friesinger und Daniel Fabry, RE/Search Publications, San Francisco, 2011
- Mind and Matter: Comparative Approaches towards Complexity, Herausgeber: Günther Friesinger, Johannes Grenzfurthner, Thomas Ballhausen, Transcript, Bielefeld, 2011
- Context Hacking: How to Mess with Art, Media, Law and the Market, Herausgeber: Günther Friesinger, Johannes Grenzfurthner, Frank Apunkt Schneider, edition mono, Wien, 2013
- Screw the System: Explorations of Spaces, Games and Politics through Sexuality and Technology, Herausgeber: Johannes Grenzfurthner, Günther Friesinger und Daniel Fabry, RE/Search Publications, San Francisco, 2013
- Subvert Subversion. Politischer Widerstand als kulturelle Praxis, Herausgeber: Johannes Grenzfurthner, Günther Friesinger, edition mono, Wien, 2020
- Anima Ex Machina, Autor: Michael Marrak, Herausgeber: Johannes Grenzfurthner, Günther Friesinger, edition mono, Wien, 2020
- Femi und die Fische von Tommy Schmidt, Herausgeber: Günther Friesinger und Johannes Grenzfurthner, edition mono, Wien, 2022
- Roboexotica: Beautiful Failure, Herausgeber: Günther Friesinger, Johannes Grenzfurthner, Franz Ablinger, edition mono, Wien, 2025
- Sexponential! Herausgeber: Johannes Grenzfurthner, Günther Friesinger, Jasmin Hagendorfer, edition mono, Wien, 2025

Zeitschriften- und Buchreihen
- Herausgeber der Zeitschriften- und Buchreihe monochrom (1993, 1994, 1995, 1996, 1997, 1998, 2000, 2004, 2006, 2007, 2010)
- Sonne Busen Hammer 16, monochrom #24, Herausgeber: Günther Friesinger, Franz Ablinger und Johannes Grenzfurthner, edition mono, Wien, 2006
- Sonne Busen Hammer 17, monochrom #25, Herausgeber: Günther Friesinger, Franz Ablinger und Johannes Grenzfurthner, edition mono, Wien, 2007
- Sonne Busen Hammer 18, monochrom #35, Herausgeber: Günther Friesinger, Anika Kronberger, Frank Apunkt Schneider, edition mono, Wien, 2014

## Diskografie
Studioalben
- Geburtstag des Kapitalismus, 2005
- Carefully Selected Moments, 2008

Musicals
- Udo 77, 2004